# (36688) 2000 RU4
2000 RU4 (asteroide 36688) é um asteroide da cintura principal. Possui uma excentricidade de 0.03122620 e uma inclinação de 1.73638º.
Este asteroide foi descoberto no dia 1 de setembro de 2000 por LINEAR em Socorro.